# Судова система Нагірно-Карабаської Республіки

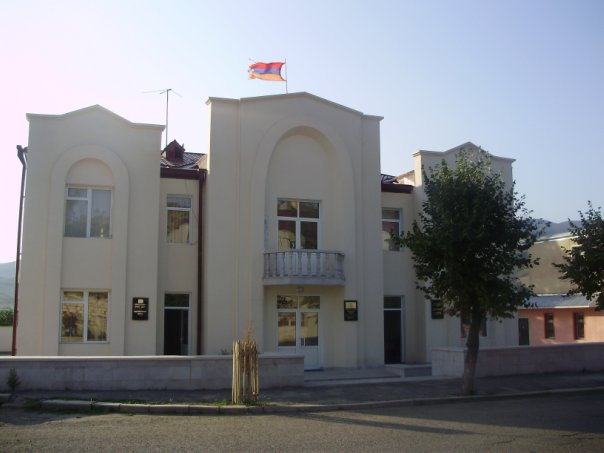
Аскеранський районний суд. Суд першої інстанції загальної юрисдикції, юрисдикція якого поширюється на територію Аскеранського району.

Судова влада Нагірно-Карабаської Республіки здійснюється судами, відповідно до Конституції та законів НКР. Створення надзвичайних судів в республіці забороняється. 
Суди в Нагірному Карабасі незалежні. Судді НКР незмінні і займають свою посаду до досягнення 65 років. Повноваження судді припиняються тільки у випадках і порядку, передбачених Конституцією та законом. 
Судову систему в НКР складають: 
- Верховний Суд;
- Апеляційний Суд;
- Суд першої інстанції загальної юрисдикції.

Верховний Суд є найвищим судовим органом НКР. Він виконує конституційне правосуддя і в рамках своїх повноважень переглядає судові акти нижчестоящих судів. Верховний Суд забезпечує верховенство Конституції і одноманітне застосування закону. 16 вересня 2010 р. Арамаїс Авакян був призначений Головою Верховного Суду Нагірно-Карабаської Республіки.
В середині липня 2010 р. були проведені триденні курси перепідготовки судових службовців. Порядок проходження курсів перепідготовки судових службовців був затверджений у березні 2010 року за рішенням керівників Ради суддів НКР.
Дана програма здійснюється в рамках співпраці судових департаментів двох вірменських держав. Фахівці з Вірменії виступили з лекціями, поділилися досвідом діяльності свого департаменту, передали практичні знання арцаським колегам.